# Jules och Gédéon Naudet

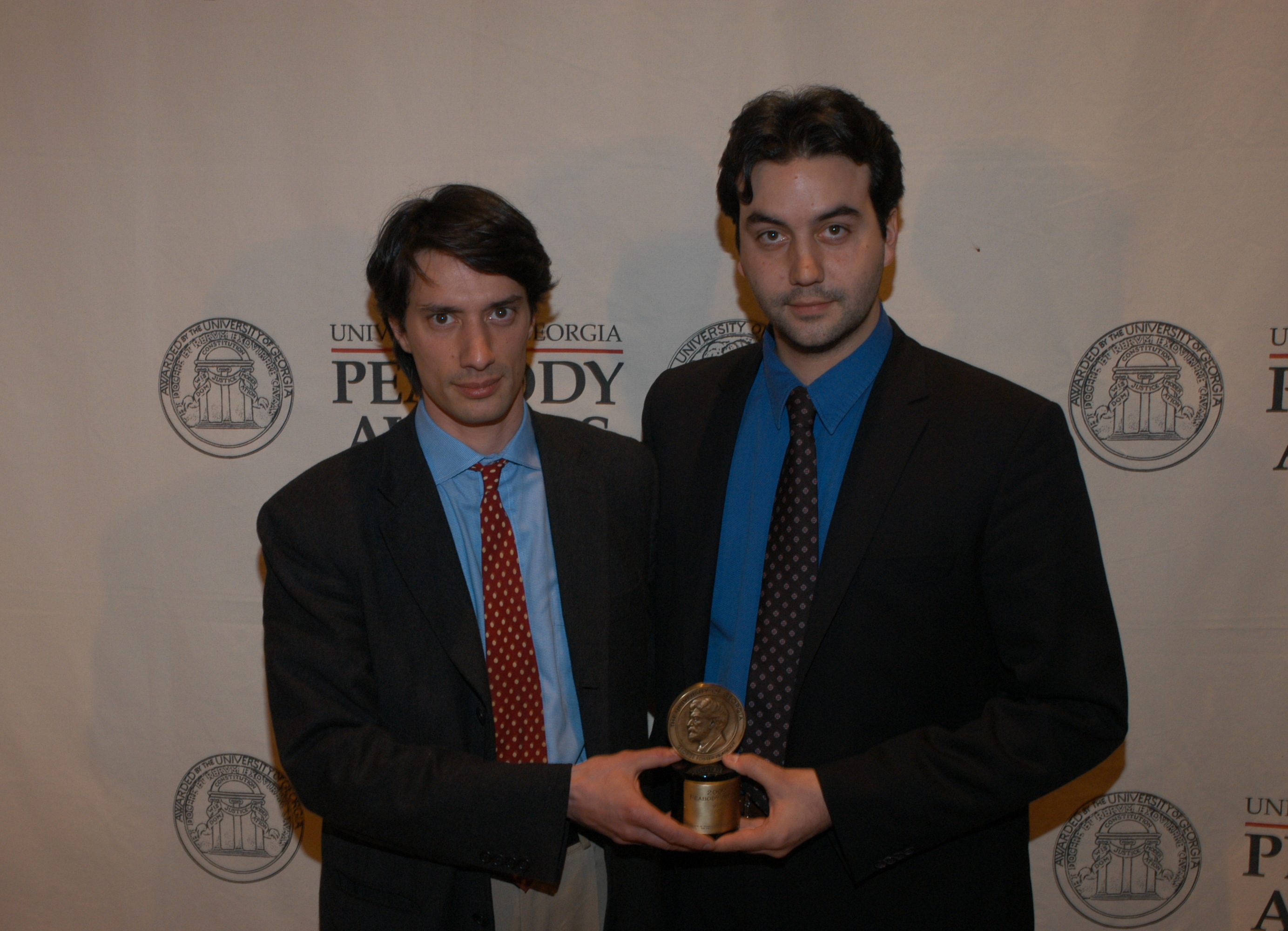
Gédéon Naudet och Jules Naudet (2003)

Jules Clément Naudet, född 26 april 1973 och Thomas Gédéon Naudet, född 27 mars 1970, är två bröder och franska dokumentärfilmare. De är bland annat kända för att ha 2001 spelat in en dokumentärfilm om brandmäns vardag i New York. Under inspelningen ägde 11 september-attackerna mot World Trade Center rum vilket kom att bli en del av dokumentären.